# 1462 en Angleterre
Chronologie de l'Angleterre
- 1458
- 1459
- 1460
- 1461
- 1462
- 1463
- 1464
- 1465
- 1466

Cette page concerne l'année 1462 du calendrier julien.

## Naissances en 1462
- 8 septembre : Henry Medwall, dramaturge
- Date inconnue :
  - Giles Brugge, 6e baron Chandos
  - John de la Pole, 1er comte de Lincoln
  - Richard Pole, chevalier
  - John Vesey, évêque d'Exeter

## Décès en 1462
- 20 février : Aubrey de Vere, chevalier
- 23 février : 
  - Thomas Tuddenham, propriétaire terrien
  - William Tyrell de Beeches, chevalier
- 26 février : John de Vere, 12e comte d'Oxford
- 13 avril : John Blodwell, doyen de St Asaph
- 26 avril : William Percy, évêque de Carlisle
- 16 mai : William de Botreaux, 3e baron Botreaux
- 25 novembre : John Stourton, 1er baron Stourton (en)
- 25 décembre : William la Zouche, 5e baron Zouche
- Date inconnue :
  - William Chamberlain, chevalier
  - Robert Cuddon, member of Parliament pour Dunwich
  - William Haute, member of Parliament pour le Kent
  - Alice Montagu, 5e comtesse de Salisbury
  - John Norton, chancelier de l'université d'Oxford
  - Joan Willoughby, 7e baronne Willoughby d'Eresby